# Sulzfeld (Rhön-Grabfeld)
Pour les articles homonymes, voir Sulzfeld.
Sulzfeld est une commune de Bavière (Allemagne), située dans l'arrondissement de Rhön-Grabfeld, dans le district de Basse-Franconie.